# Sergio (músico)

## Sergio (músico)
Sergio Calderón Jr. Aguilar (Redwood City, California, 6 de octubre de 2000) es un cantante y compositor Americano de Música pop. Es conocido por haber formado parte del grupo Americano In Real Life, el cual nació del programa televisivo de la cadena  ABC titulado Boy Band en el 2017.

## Biografía
Nació en Redwood City (California), siendo sus padres Sergio Calderón y Josefina Aguilar, quienes emigraron de México a Estados Unidos (Su padre es de Monterrey y su madre de Guanajuato). Tiene un hermano gemelo llamado Joseph Calderón y dos hermanas mayores, Yeni Jiménez y Sabrina Calderón. Cursó sus estudios en la Escuela Woodside Priory en Portola Valley, California. La música siempre ha formado parte de su vida. A los seis años empezó a tocar en el grupo de la iglesia Saint Anthony en Menlo Park con su padrino y así descubrió que amaba tocar y cantar. Empezó como baterista y luego aprendió a tocar el  piano y a cantar. Ha participado como cantante en el desfile del 4 de julio de Redwood City y actuó regularmente en el Theatre Way en el centro de la misma ciudad. En 2014 creó su propio canal de YouTube donde subió sus primeros videos cantando  Covers para promocionarse como artista y darse a conocer. También estudió Futbol en la escuela y llamó la atención de varios cazatalentos universitarios. Sin embargo, luego de una lesión, decidió dejar el fútbol para dedicarse por completo a la música por lo que comenzó a cantar en las calles del centro de Redwood City. En una entrevista con el "San Mateo Daily Journal", declaró: «Decidí dejarlo todo y empezar de cero».

## Carrera Musical

### La Voz y Boy Band
En 2017 se presentó como Sergio Calderón en la preselección del concurso de canto de la televisión estadounidense llamado  The Voice, pero antes de llegar a las "blind auditions" (audiciones a ciegas) debió comunicarle a los productores que tenía que rechazar su lugar ya que simultáneamente se había presentado para participar en otro concurso televisivo, esta vez de la cadena  ABC titulado Boy Band para el que también había sido preseleccionado. En este programa de diez episodios 30 jóvenes de todo Estados Unidos audicionaron y compitieron cada semana hasta que se eligieron cinco finalistas quienes formarían una banda masculina llamada In Real Life. Firmarían con Wright Entertainment Group (WEG), de Johnny Wright, para su representación y recibirían un contrato con el Sello discográfico estadounidense Hollywood Records.
En el primer episodio del reality Sergio interpretó una versión bilingüe inglés-español de  «Stand by Me»  de Prince Royce. Finalmente se convirtió en uno de los ganadores del programa y se unió a la recién formada boy band. Lanzaron un álbum, una serie de sencillos y realizaron seis giras antes de separarse en enero de 2020.

### Carrera Solista
En mayo de 2020, poco después de la separación de la banda In Real Life,  Sergio cambió su nombre artístico por el de Sergio Jr. y anunció su carrera como solista al mismo tiempo que presentó su primer Sencillo «No es Fácil». Este nuevo proyecto (totalmente en español) fusiona la música urbana con estilos latinos como la  salsa. A este le siguieron las canciones «Gravel» y «Tú y yo Sabemos». En 2021 lanzó su primer  EP titulado: Lo que siento por ti, seguido por En Vivo, Vol.1 en el mismo formato. Sus siguientes sencillos fusionan géneros musicales incorporando elementos de Reguetón, Música urbana como el Pop y estilos latinos como la salsa y la cumbia además de componer baladas mezclando sus letras tanto en español como en Inglés, derivado de su crianza como mexicoamericano. En 2024 lanza su tercer  EP titulado: Where the Silence is Loud y se presenta en esta nueva etapa de su carrera  como simplemente Sergio. En abril y mayo de 2025 acompañó como  telonero en sus shows a Jonah Marais  en su Tour A Million Midnights por Europa y Reino Unido, abarcando Holanda, Alemania, Francia, Reino Unido e Irlanda. En junio de 2025 lanza su último sencillo, completamente en Inglés, titulado Don´t Come Back.

## Discografía

### Álbumes de Estudio (In Real Life)
| 2019: She Do |
| --- |
| 1. Eyes Closed 2. Tattoo (How 'Bout You) 3. How Badly 4. Tonight Belongs to You 5. Got Me Good 6. Crazy AF 7. Somebody Like You 8. Hurt for Long |

### Sencillos (Solista)
| Año  | Sencillo                | Álbum                         | Productor                                                                                                  |
| ---- | ----------------------- | ----------------------------- | --- |
| 2020 | «No es Fácil»           | -                             | Moisés Zulaica                                                                                             |
| 2020 | «Gravel»                | -                             | Mark Borino                                                                                                |
| 2020 | «Tú y yo Sabemos»       | -                             | Clayton William                                                                                            |
| 2021 | «Seguir Así»            | Lo que siento por Ti, EP      | Sergio, Iván Reyes Martínez, José Eduardo Saavedra Lara                                                    |
| 2021 | «Solamente Tú»          | Lo que siento por Ti, EP      | Sergio y Moisés Zulaica                                                                                    |
| 2021 | «Lo que sientes por Mí» | Lo que siento por Ti, EP      | Sergio y Moisés Zulaica                                                                                    |
| 2021 | «Más que Nunca»         | Lo que siento por Ti, EP      | Sergio y Moisés Zulaica                                                                                    |
| 2021 | «Gravel»                | En Vivo Vol. 1                | Mark Borino                                                                                                |
| 2021 | «Solamente Tú»          | En Vivo Vol. 1                | Abraham Alexander Quecan, Jimmy Aguilar Ferriera, Leela Zhenia Paymai, Sergio Jr, Enrique Alberto Calderón |
| 2021 | «Lo que sientes por Mí» | En Vivo Vol. 1                | Abraham Alexander Quecan, Jimmy Aguilar Ferriera, Leela Zhenia Paymai, Sergio Jr, Enrique Alberto Calderón |
| 2021 | «Más que Nunca»         | En Vivo Vol. 1                | Abraham Alexander Quecan, Jimmy Aguilar Ferriera, Leela Zhenia Paymai, Sergio Jr, Enrique Alberto Calderón |
| 2022 | «Única»                 | -                             | Sergio y Enrique Calderón                                                                                  |
| 2022 | «Ni te Conozco»         | -                             | Moisés Zulaica y Sergio                                                                                    |
| 2023 | «Back Up»               | -                             | Moisés Zulaica, Dahlia Lagos                                                                               |
| 2024 | «Fix Me»                | -                             | Slavo |
| 2024 | «Always»                | -                             | Cam Becker                                                                                                 |
| 2024 | «Proud»                 | Where the silence is loud, EP | Zeph Park                                                                                                  |
| 2024 | «Silence»               | Where the silence is loud, EP | Cam Becker                                                                                                 |
| 2024 | «Hollywood Freestyle»   | Where the silence is loud, EP | Sonny Retro y Kash Blak                                                                                    |
| 2024 | «Juliet»                | Where the silence is loud, EP | Alan Vega                                                                                                  |
| 2024 | «Take 5»                | -                             | Cam Becker                                                                                                 |
| 2025 | «Don´t Come Back»       | -                             | Adam Martínez, Grant Landis, Sonny Retro                                                                   |

## Filmografía

### Videos Musicales (In Real Life)
- 2017: "Eyes Closed"
- 2017: "I'll Be Home For Christmas"
- 2018: "Tattoo (How 'Bout You)"
- 2018: "Tonight Belongs to You"
- 2019: "Crazy AF"
- 2019: "She Do"
- 2019: "Don't Go"
- 2019: "California Christmas"

### Videos Musicales (Solista)
| Año  | Vídeo             |
| ---- | ----------------- |
| 2020 | «No Es Fácil»     |
| 2020 | «Gravel»          |
| 2020 | «Tú y yo Sabemos» |
| 2022 | «Más que Nunca»   |
| 2022 | «Única»           |
| 2023 | «Back Up»         |
| 2023 | «Fix Me»          |
| 2024 | «Always»          |
| 2024 | «Proud»           |
| 2024 | «Take 5»          |

### Televisión
| Año  | Título                                                         | Episodios                 | Personaje | Notas   |
| ---- | -------------------------------------------------------------- | ------------------------- | --------- | ------- |
| 2017 | Boy Band (Programa de competencia televisiva de la cadena ABC) | Temporada de 10 episodios | Él Mismo  | Ganador |